# Beijing City International School

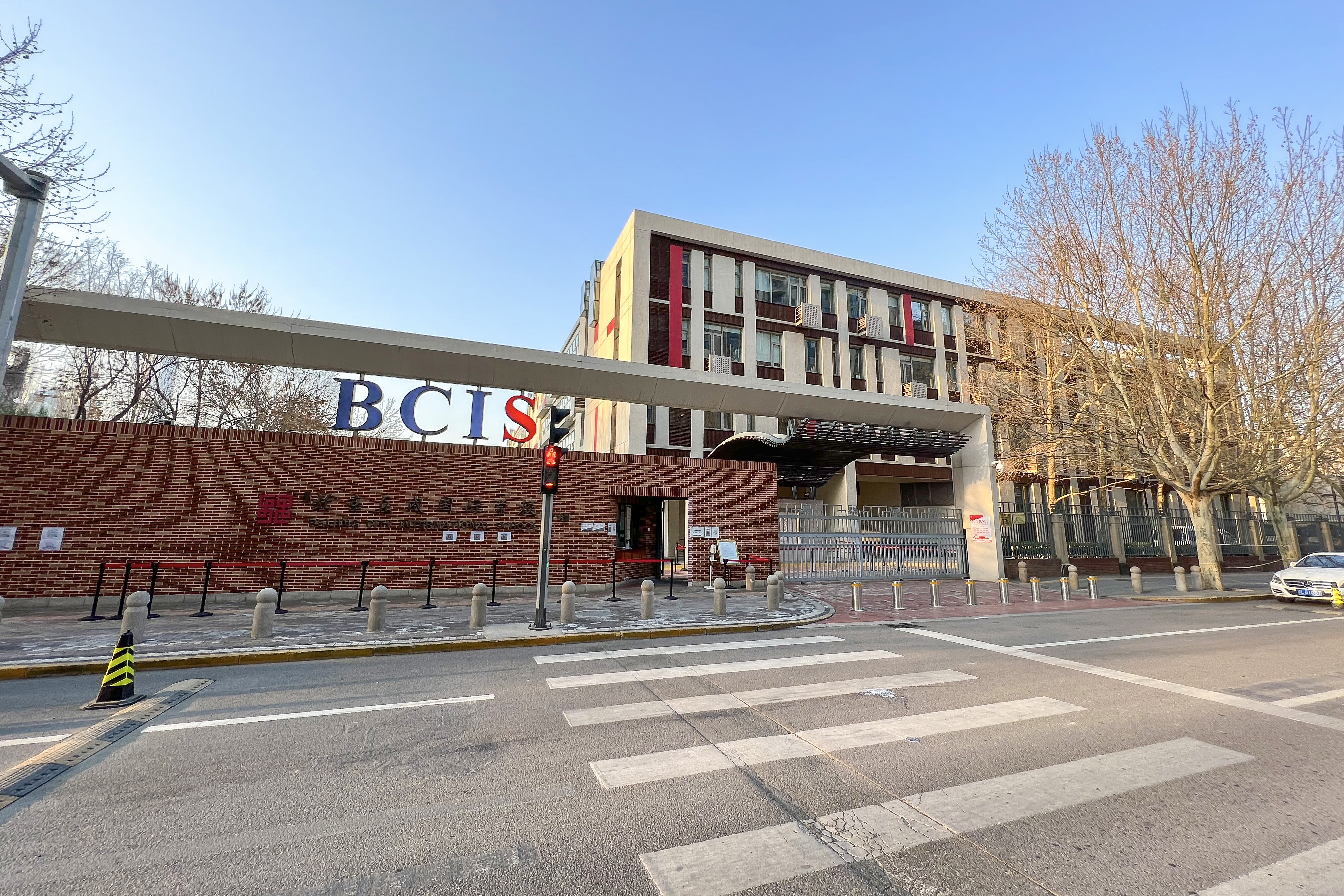
Beijing city international school (BCIS) v Pekingu

Beijing city international school (BCIS) (北京 乐成 国际 学校 hanyu pinyin: Běi-jīng lè-chéng guó-jì xué-xiào) je jedna z anglických škol v Pekingu v Čínské lidové republice. Poskytuje vzdělání s množstvím doplňujících programů. Je rozdělena na vyšší a nižší stupeň. Nižší stupeň zahrnuje 1. – 5. třídu, vyšší stupeň 6.– 10. třídu.

## Prostory školy
Škola je rozdělena na tři budovy. V jedné z těchto budov se nachází tělocvična a plavecký bazén. Ostatní budovy mají každá svou knihovnu a jídelnu. Ke škole patří i vlastní fotbalové hřiště s umělým trávníkem, běžecký ovál a doskočiště pro skok daleký.